# Skotnik
Skotnik (pastuch, l.mn. skotnicy, zapożyczenie z niem. skatts)  – w okresie wczesnego średniowiecza grupa ludności służebnej, która zajmowała się wypasem bydła (zob. wygon). 
Świadectwem ich istnienia są nazwy wsi (jak np. Skotniki koło Kruszwicy), które nosi kilka osad w Polsce, położonych w sąsiedztwie starych grodów.